# Barbus caninus
Il barbo canino (Barbus caninus (Bonaparte, 1839)) è un pesce osseo d'acqua dolce appartenente alla famiglia Cyprinidae.

## Distribuzione e habitat
È endemico dell'Italia settentrionale, dove è distribuito nei bacini del Po, dell'Adige, del Brenta, e in misura minore sul versante adriatico dell'Italia centro-settentrionale, dove arriva a sud fino al Marecchia. Il suo areale si estende anche al Canton Ticino, in Svizzera. Appare più comune nella parte occidentale del nord Italia rispetto alle regioni del nord-est. Alcune popolazioni, forse di origine introdotta, sono presenti anche in alcun corsi d'acqua liguri. Le popolazioni dell'Isonzo, precedentemente attribuite a questa specie, appartengono in realtà a Barbus balcanicus. 
È stato più volte riportata la sua introduzione in Italia centrale (bacini del Fiora, dell'Arno e dell'Ombrone), anche se, secondo le attuali conoscenze, la sua naturalizzazione e la sua stessa introduzione nel versante tirrenico appaiono estremamente dubbie, e probabilmente considerate frutto della confusione con il Barbus tyberinus. Il suo habitat si distingue da quello degli altri membri italiani del genere Barbus, infatti è diffuso nei corsi alti dei fiumi e dei torrenti con acque a corrente molto veloce, pulite, fredde ed ossigenate, in ambienti con fondi ghiaiosi e ricchi di massi sotto i quali trova rifugio. Si ritrova, quindi, sia nella Zona dei Ciprinidi a deposizione litofila che nella parte bassa della Zona dei Salmonidi, in genere in torrenti di piccola portata. Si incontra anche ad altitudini superiori ai 1000 metri e di solito in acque con temperatura massima di 18°C; 24°C è la massima temperatura che riesce a tollerare.

## Descrizione
L'aspetto generale del barbo canino non si discosta significativamente da quello degli altri Barbus europei, ha corpo affusolato con ventre quasi piatto e dorso relativamente convesso, la testa è conica, la bocca si apre in posizione inferiore ed è bordata da labbra carnose sulle quali sono impiantate due paia di barbigli. Il labbro inferiore, come in tutti i Barbus, ha una prominenza posteriore detta lobo mediano. Questa specie ha corpo più tozzo con dorso più arcuato rispetto agli altri barbi italiani. Il primo raggio della pinna dorsale è rigido e ha il bordo posteriore liscio e privo di dentellature. La pinna anale è grande e se ripiegata raggiunge la base della pinna caudale, che è biloba e profondamente incisa. Il peritoneo, a differenza degli altri Barbus italiani (ma come Luciobarbus graellsii, molto diverso come aspetto) ha colore nero.
La livrea è piuttosto variabile e qualche volta può portare a confusione con altri barbi, normalmente però è da questi piuttosto dissimile poiché tende ad avere dorso e fianchi cosparsi di grosse macchie scure irregolari (spesso a forma di sella) e non fittamente punteggiati come le altre specie che possono avere questo pattern di colorazione solo nelle fasi giovanili. Queste macchie hanno contorno ben definito e spesso sono bordate di colore più scuro che l'interno delle stesse. La tinta di fondo è color sabbia sul dorso e i fianchi e biancastra sul ventre. La pinna dorsale è grigia o scura mentre le altre pinne possono avere sfumature rossastre o aranciate. Tutte le pinne sono più o meno finemente punteggiate di scuro.
La taglia massima non supera i 25 cm, segnalazioni di individui sui 40 cm sembra che siano dovute ad ibridazione con altre specie o a errori di determinazione.

## Biologia
Sembra che possa vivere al massimo 5 anni. Gli esemplari di taglia più grande sono tutti di sesso femminile.

### Comportamento
Ha abitudini gregarie.

### Alimentazione
L'alimentazione è basata su invertebrati bentonici soprattutto larve di insetti che reperisce nel sedimento. In determinati periodi assume anche materiale di origine vegetale. La maturità sessuale è raggiunta a un anno nei maschi e a due nelle femmine. La crescita è lenta, i pesci di un anno non superano i 4-5 cm.

### Riproduzione
Avviene tra maggio e luglio quando i branchi risalgono per brevi tratti i torrenti che abitano per ricercare ambienti con acqua basse, corrente veloce e fondi ghiaiosi dove avviene la deposizione delle uova. La specie è a deposizione multipla, ovvero la femmina matura scalarmente le uova nell'ovario e le depone a più riprese. Ogni femmina depone tra le 1500 e le 5000 uova. 

## Pesca
Non è un pesce soggetto a pesca specifica (sia per la modesta taglia che a causa degli habitat impervi che frequenta). Occasionalmente può abboccare alle lenze per la pesca della trota innescate con vermi o larve. Dal punto di vista alimentare non è apprezzato e considerato mediocre.

## Conservazione
La specie è stenoecia e non è mai stata molto abbondante. Non tollera eccessivi interventi sui corsi d'acqua che abita. È messo in pericolo, oltre che dall'introduzione di specie alloctone, soprattutto altri Barbus con i quali si ibrida causando un grave inquinamento genetico, dalle interruzioni dei corsi d'acqua, che impediscono le migrazioni riproduttive e dall'estrazione dell'acqua con conseguente abbassamento del livello dei torrenti e in genere dalla degradazione dell'habitat. Anche la predazione da parte di aironi può costituire una seria minaccia in ambienti ristretti. Sembra che le popolazioni siano diminuite del 65% negli ultimi 10 anni. La Lista rossa IUCN classifica questa specie come "in pericolo". Una speranza viene dalla riproduzione artificiale che viene effettuata con successo.

## Tassonomia
Appartiene al gruppo Barbus meridionalis, un gruppo di specie diffuse in tutto il sud dell'Europa che un tempo venivano considerate sottospecie. Allo stesso gruppo appartengono le specie Barbus meridionalis in Provenza e Linguadoca, Barbus petenyi e Barbus balcanicus nel Danubio e nei Balcani e Barbus peloponnesius in Grecia. Questo gruppo si ritiene di origine molto antica, addirittura preglaciale. Qualche autore continua a considerarlo una sottospecie di B. meridionalis ma il consenso della maggioranza degli ittiologi è di considerare B. caninus una specie valida.